# 米哈伊尔·卡冈诺维奇
米哈伊尔·莫伊谢耶维奇·卡冈诺维奇（俄语：Михаи́л Моисе́евич Кагано́вич，1888年10月16日—1941年7月1日）他是拉扎尔·莫伊谢耶维奇·卡冈诺维奇、尤里·莫伊谢耶维奇·卡冈诺维奇的哥哥，是全联盟共产党（布尔什维克）中央组织局候补委员、国防工业人民委员部委员、航空工业人民委员，1940年遭到撤职。1941年自杀。